# Акчичек, Юсуф
Юсуф Акчичек (тур. Yusuf Akçiçek; род. 25 января 2006, Бакыркёй, Стамбул) — турецкий футболист, защитник клуба «Фенербахче» и сборной Турции.

## Клубная карьера
Акчичек — воспитанник клубов «Галатасарай» и «Фенербахче». 9 ноября 2023 года в поединке Лиги конференций против болгарского «Лудогорца» Юсуф дебютировал за основной состав последних.